# Degtyarov DP
Degtyarov DP (tiếng Nga:Пулемёт Дегтярёвa Пехотный, Pulemyot Degtyaryova Pekhotny) hay còn gọi là DP-27 là loại súng máy hạng nhẹ sử dụng loại đạn 7.62×54mmR do Vasily Alekseyevich Degtyaryov và sản xuất bởi Liên Xô. Các thử nghiệm đầu tiên của súng được thực hiện vào năm 1927, và khẩu súng được đưa vào biên chế vào năm 1928.

## Thiết kế
Degtyarov DP-27 rất rẻ và dễ chế tạo. Nó chỉ có khoảng 62 chi tiết khác nhau. Một thợ cơ khí không chuyên nghiệp cũng có thể lắp ráp được súng một cách đơn giản và dễ dàng. Khẩu súng này có thể chiến đấu tốt trong điều kiện có nhiều bùn đất. Bằng chứng là, trong một cuộc thử nghiệm thì súng đã bị ngâm trong một thùng chứa "hỗn hợp" bùn lỏng và cát một thời gian rồi được nhấc ra để bắn thử. Và kết quả thật bất ngờ: khẩu súng bắn không nghỉ hết 511 viên đạn mới dừng lại vì bị quá nhiệt (bỏ qua thời gian lúc thay hộp tiếp đạn mới). Trong Thế chiến thứ hai, lính Liên Xô hay nói đùa với nhau rằng: "Nếu anh muốn khẩu súng này phát huy tối đa khả năng chiến đấu thì bước đầu tiên anh cần phải làm là ngâm nó vào cát và bùn lỏng"
Nhược điểm của DP là chân chống chữ V của nó khá yếu không thể chịu được áp lực cao và dễ bị gãy nếu va đập mạnh. Ngoài ra hộp đạn đạn dạng đĩa 47 viên của nó mất nhiều thời gian để gắn đạn vào, cũng như không bắn liên tục được lâu như các loại súng máy dùng dây đạn, nhưng chính việc này làm giảm khả năng nòng súng bị quá nhiệt.

## Sử dụng
DP-27 là loại súng có tiếng tăm trong hệ thống vũ khí hạng nhẹ hỗ trợ bộ binh. Những năm 1950, DP-27 tiếp tục được bổ sung vào quân đội Liên Xô, nhưng sau đó nó đã bị dần thay thế bởi các khẩu RPD và sau đó bị thay thế hoàn toàn khi các khẩu súng máy đa chức năng PK xuất hiện. Tuy nhiên, Liên Xô đã viện trợ hoặc bán một số lượng lớn loại súng này cho các đồng minh thay vì mang đi tái chế và nó đã chiến đấu trong nhiều cuộc chiến tranh khác nhau.
Một số khẩu mà Phần Lan thu được trong cuộc chiến mùa Đông đã được mang đi nghiên cứu và chế tạo thay thế cho khẩu Lahti-Saloranta M/26. Những khẩu DP-27 bị Phần Lan sao chép bất hợp pháp này được lính Phần Lan đặt cho biệt danh là "Emma". Vào năm 1944, quân đội Phần Lan đã chế tạo được khoảng 3.400 khẩu Lahti-Saloranta và 9.000 khẩu "Emma".
Hiện nay, biến thể RP-46 của nó hiện vẫn được sử dụng ở nhiều quốc gia khác nhau, trong đó có Việt Nam.

## Các nước sử dụng
- Albania
- Algérie
- Angola
- Bénin
- Comoros
- Cộng hòa Congo
- Ethiopia
- Đệ nhị Cộng hòa Tây Ban Nha
- Guinea Xích Đạo
- Hungary
- Lào
- Libya
- Liên Xô
- Nigeria
- Phần Lan
- Seychelles
- Somalia
- Sudan
- Tanzania
- Togo
- Cộng hòa Dân chủ Nhân dân Triều Tiên
- Hàn Quốc (thu được trong chiến tranh Nam Bắc Triều Tiên)
- Trung Quốc
- Cuba
- Việt Nam Dân chủ Cộng hòa
- Cộng hòa Miền Nam Việt Nam
- Việt Nam